# Cappie Pondexter
Cappie Marie Pondexter (Oceanside, 7 gennaio 1983) è un'ex cestista statunitense, professionista nella WNBA.

## Carriera
È stata selezionata dalle Phoenix Mercury al primo giro del Draft WNBA 2006 (2ª scelta assoluta).
Con gli Stati Uniti ha disputato i Campionati americani del 2007 e i Giochi olimpici di Pechino 2008.

## Palmarès
- Campionato WNBA: 2

Phoenix Mercury: 2007, 2009
- WNBA Finals Most Valuable Player: 1

2007
- 3 volte All-WNBA First Team (2009, 2010, 2012)
- All-WNBA Second Team (2011)
- WNBA All-Defensive First Team (2010)
- WNBA All-Rookie First Team (2006)